# Акулово (Дмитровский городской округ)
Акулово — деревня в Дмитровском районе Московской области, в составе сельского поселения Якотское. До 2006 года Акулово входило в состав Слободищевского сельского округа.

## Расположение
Деревня расположена в северо-восточной части района, недалеко от границы с Сергиево-Посадским, примерно в 20 км к северо-востоку от Дмитрова, высота центра над уровнем моря 142 м. Ближайшие населённые пункты — Карцево на северо-востоке, Гора на востоке и Ольявидово на юго-востоке.

## Население
| 2002 | 2006 | 2010 |
| ---- | ---- | ---- |
| 6    | →6   | ↘2   |